# Cryptocephalus validicornis
Cryptocephalus validicornis – gatunek z rzędu chrząszczy z rodziny stonkowatych (Chrysomelidae). Gatunek po raz pierwszy został naukowo opisany w 1953 roku przez Lindberga.